# Basil Hiley
Basil J. Hiley (* 15. November 1935 in Burma, Britisch-Indien; † 25. Januar 2025) war ein britischer theoretischer Physiker. Er war Professor an der Universität London.

## Werdegang
Hiley war der Sohn eines britischen Militärs und kam mit zwölf Jahren nach England um die Schule zu besuchen. Er studierte am King’s College London, an dem er 1962 in theoretischer Festkörperphysik bei Cyril Domb und Michael E. Fisher promoviert wurde. 1961 wurde er Assistant Lecturer am Birkbeck College der Universität London, an dem David Bohm kurz zuvor Professor wurde. Es begann eine jahrzehntelange Zusammenarbeit mit Bohm und dessen alternativer Interpretation der Quantenmechanik, die in dem Buch The Undivided Universe von 1993 gipfelte. 1995 erhielt er einen Lehrstuhl am Birkbeck College.
Bei der Suche nach einer alternativen Interpretation der Quantenmechanik mit Bohm verfolgte Hiley insbesondere den Aufbau auf algebraischen Theorien (Cliffordalgebren), als eine Art Prä-Geometrie im Sinn von John Archibald Wheeler (der für die Quantisierung der Gravitation schon in den 1950er Jahren die Notwendigkeit eines Abrückens von der Beschreibung im Raum-Zeit-Rahmen sah), aus denen sich dann später eine Raum-Zeit-Beschreibung ergibt. Dabei bezogen er und Bohm naturphilosophische Überlegungen mit ein und knüpften mit einer auf Prozessen basierenden Prä-Geometrie nach eigenen Worten an philosophische Ideen von Alfred North Whitehead an. Das Quanten-Potential in der Bohmschen Interpretation, das dort Quelle der Nichtlokalität ist, interpretierten Bohm und Hiley als aktive Information und sahen das als Basis einer gemeinsamen Behandlung von Materie und Geist.
2012 erhielt er den Majorana-Preis.

## Schriften
- mit David Bohm: The Undivided Universe: An Ontological Interpretation of Quantum Theory, Routledge 1993
- Herausgeber mit David Peat: Quantum implications. Essays in Honor of David Bohm, Routledge 1987
- mit David Bohm: An ontological basis of quantum theory I, Physics Reports 144, 1987, S. 323–348